# Azmatgarh
Azmatgarh es una pueblo y nagar Panchayat situado en el distrito de Azamgarh en el estado de Uttar Pradesh (India). Su población es de 12160 habitantes (2011). 

## Demografía
Según el  censo de 2001 la población de Azmatgarh era de 11101 habitantes, de los cuales el 50% eran hombres y el 50% eran mujeres. Azmatgarh tiene una tasa media de alfabetización del 42%, inferior a la media nacional del 59,5%: la alfabetización masculina es del 62%, y la alfabetización femenina del 38%.